# FA컵 (태국)
FA컵은 태국의 축구 대회이다. 1980년부터 2001년까지 치러졌으며, 2009년부터 다시 개최되고 있다. 방콕 은행이 첫 두 대회의 우승을 차지하였다.
2009년 FA컵이 부활하였고, 태국 프리미어리그와 태국 1부 리그의 모든 팀이 자동적으로 출전하게 되며, 태국 2부 리그의 대학 팀들 같은 경우도 참가를 신청할 수 있다. 예선 라운드는 6월에 열린다. 1라운드는 열 여섯 팀이 통과하게 되고 통과한 각각의 팀은 2라운드에서 1부 리그의 팀을 만나게 된다. 태국 프리미어리그의 팀은 3라운드부터 참가하게 된다. 결승전은 수파찰라사이 경기장에서 열리게 되며 우승상금은 1,000,000 바트이다. 준우승 팀은 500,000 바트를 받게 된다.

## 역대 우승 기록
| 년도    | 우승              | 결과         | 준우승            |
| ------- | ----------------- | ------------ | ----------------- |
| 1975    | 라차프라차        |              |                   |
| 1976    | 라차프라차        |              |                   |
| 1977-79 | 미개최            | 미개최       | 미개최            |
| 1980    | 방콕 은행 FC      |              |                   |
| 1981    | 방콕 은행 FC      |              |                   |
| 1982-83 | 미개최            | 미개최       | 미개최            |
| 1984    | 롭부리            | 5-1          | 짠타부리          |
| 1985    | 라차프라차        | 2-0          | 차이야품          |
| 1986-91 | 미개최            | 미개최       | 미개최            |
| 1992    | UCOM 라차프라차   |              |                   |
| 1993    | TOT               |              |                   |
| 1994    | UCOM 라차프라차   |              |                   |
| 1995    | 태국 왕실 공군 FC |              |                   |
| 1996    | 태국 왕실 공군 FC |              |                   |
| 1997    | 신타나            |              |                   |
| 1998    | 방콕 은행 FC      |              |                   |
| 1999    | 태국 농민은행     | 2-1          | 오솟스파          |
| 2001    | 태국 왕실 공군 FC |              |                   |
| 2002-08 | 취소됨            | 취소됨       | 취소됨            |
| 2009    | 태국 포트         | 1-1 (5-4 PK) | BEC 테로 사사나   |
| 2010    | 촌부리            | 2-1          | 무앙통 유나이티드 |
| 2011    | 부리람 PEA        | 1-0          | 무앙통 유나이티드 |
| 2012    | 부리람 유나이티드 | 2-1          | 아미 유나이티드   |
| 2013    | 부리람 유나이티드 | 3-1          | 방콕 글라스 FC    |
| 2014    | 방콕 글라스 FC    | 1-0          | 촌부리            |
| 2015    | 부리람 유나이티드 | 3-1          | 무앙통 유나이티드 |

## 클럽별 우승 기록
| 클럽                 | 우승                             |
| -------------------- | -------------------------------- |
| 라차프라차           | 5 (1975, 1976, 1985, 1992, 1994) |
| 방콕 은행 FC         | 3 (1980, 1981, 1998)             |
| 에어 포스 유나이티드 | 3 (1995, 1996, 2001)             |
| 부리람 유나이티드    | 2 (2011, 2012)                   |
| 롭부리               | 1 (1984)                         |
| TOT                  | 1 (1993)                         |
| 쭐라 유나이티드      | 1 (1997)                         |
| 태국 농민은행        | 1 (1999)                         |
| 태국 포트            | 1 (2009)                         |
| 촌부리               | 1 (2010)                         |

## 같이 보기
- 태국 프리미어리그